# Teyla Emmagan
Teyla Emmagan és un personatge de ficció de la sèrie Stargate Atlantis interpretat per l'actriu Rachel Lutrell.

## Història
Teyla és membre de l'equip de John Sheppard a la ciutat d'Atlantis. Abans era la líder dels athosians del planeta Athos. Teyla és prudent i necessita conèixer bé a algú per a confiar-hi. Va tenir una connexió especial amb John Sheppard quan va conèixer els éssers humans de la Terra per primera vegada. Teyla i la seva gent utilitzen l'Stargate per a visitar molts mons en la galàxia Pegasus, i mai abans s'havia trobat amb una cultura que no havien sentit parlar dels Espectres (Wraith), un terrible enemic que ha oprimit al seu poble durant generacions. Teyla és una guerrera forta, capaç i una líder de confiança, encara que es mostra contrària a dir adéu al seu poble, ha preferit romandre en la Atlàntida amb Sheppard i el seu equip de reconeixement per intentar que els pobles de la galàxia Pegasus puguen viure lliures de l'assetjament dels Espectres.